# Heteractis aurora
Heteractis aurora là một loài hải quỳ thuộc chi Heteractis trong họ Stichodactylidae. Loài này được mô tả lần đầu tiên vào năm 1833.

## Phạm vi phân bố
Từ Biển Đỏ, phạm vi của H. aurora xuất hiện dọc theo bờ biển Đông Phi, trải dài trên khắp Ấn Độ Dương và Tây Thái Bình Dương, phía bắc đến quần đảo Ryukyu (Nhật Bản), phía nam đến Úc, xa về phía đông đến Micronesia và Melanesia.
Độ sâu sinh sống tối thiểu của loài hải quỳ này là 19 m.

## Mô tả
Xúc tu của H. aurora dài đến 5 cm, có màu nâu hoặc tía; các xúc tu ngoài cùng thường ngắn hơn xúc tu bên trong và có thể có màu tía hoặc xanh lục. Trên mỗi xúc tu có các khối u nhỏ, thường là màu trắng, có thể chỉ xuất hiện ở một bên hay gần như bao quanh toàn bộ xúc tu. Đĩa miệng rộng, có đường kính đạt đến 25 cm hoặc hơn, dễ nhìn thấy vì các xúc tu thưa thớt ở vùng này.

## Sinh thái học

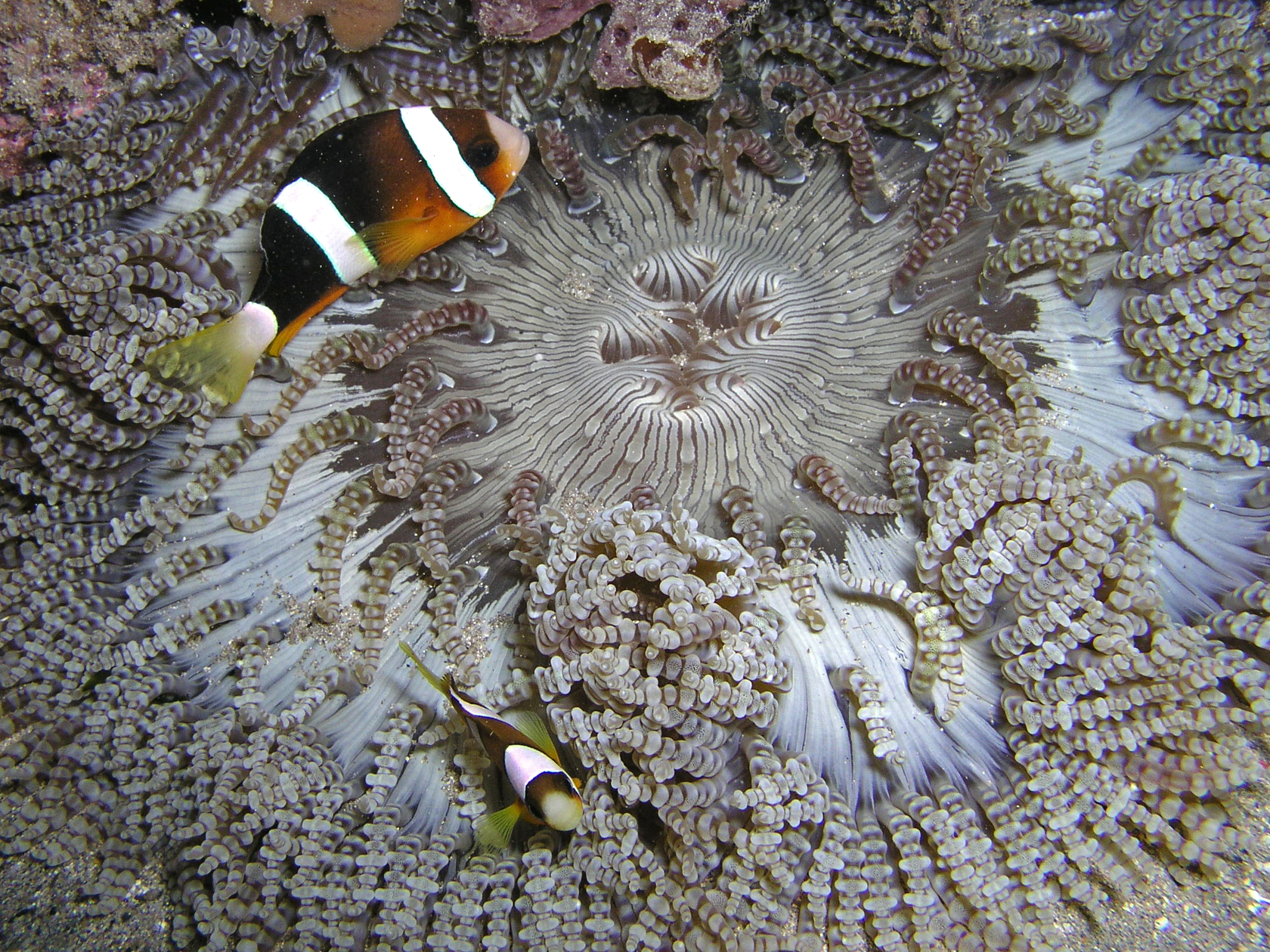
Cá hề A. clarkii và hải quỳ H. aurora

H. aurora có thể rút hoàn toàn vào dưới nền cát khi gặp nguy hiểm. Các xúc tu sẽ dính khi chạm vào.
H. aurora được biết đến là vật chủ của những loài cá hề sau đây:
- Amphiprion akindynos
- Amphiprion allardi
- Amphiprion bicinctus
- Amphiprion chrysogaster
- Amphiprion chrysopterus
- Amphiprion clarkii
- Amphiprion fuscocaudatus
- Amphiprion tricinctus

Tuy nhiên, không rõ vì lý do gì, cá trưởng thành ít khi chọn H. aurora làm vật chủ, chủ yếu là cá con sống cộng sinh cùng với loài hải quỳ này. Cá thia của loài Dascyllus trimaculatus cùng nhiều loài tôm cua nhỏ cũng có mối quan hệ cộng sinh với hải quỳ H. aurora.

## Tác dụng
Một nghiên cứu cho thấy, chiết xuất từ hải quỳ H. aurora có hiệu quả hơn so với Heteractis magnifica trong việc tạo ra hợp chất chống hà.